# Danakilia franchettii
O Danakilia franchettii é uma espécie de peixe da família Cichlidae. É endémica da Etiópia. Os seus habitats naturais são: rios de água doce.